# Solaris (операційна система)
Soláris — пропрієтарна комп'ютерна операційна система родини Unix, розроблена Sun Microsystems. Solaris відомий своєю масштабованістю та інноваційними можливостями рівня підприємства. Після поглинання Sun розвиток системи продовжила корпорація Oracle.

## Історія
На початку 1990-х років Sun Microsystems замінила базовану з BSD SunOS 4 на UNIX System V Release 4 (SVR4), розроблювану разом AT&T, і змінила назву SunOS 5 на Solaris 2. Після виходу версії 2.6, Sun Microsystems прибрала з імені префікс «2.», після чого нова версія мала вже назву Solaris 7.
Починаючи з версії Solaris 9, Sun Microsystems пропонує для завантаження загальнодоступну (в бінарному вигляді, тобто із закритим початковим кодом) некомерційну версію Solaris за ліцензією CDDL. Від комерційної версії вона відрізняється відсутністю технічної підтримки Sun Microsystems, друкованої документації і деякого обсягу додаткового власницького програмного забезпечення.
У червні 2005 року Sun Microsystems ухвалили відкрити частину початкового коду Solaris 10 і запустити проєкт OpenSolaris. Розробка наступної версії Solaris — 11.0 (робоча назву проєкту — Nevada) ведеться у співробітництві з OpenSolaris Community і значною мірою з урахуванням OpenSolaris 1.0.

## Підтримувані архітектури
Solaris розробляється для процесорної архітектури SPARC і x86 (включаючи x86-64). Підтримка мікропроцесорів Itanium (Intel) була запланована, але не була реалізована. Робилася спроба портувати Solaris на архітектуру PowerPC, була випущена версія 2.5.1 для PowerPC, проте, невдовзі від цього відмовились. Нині йде відродження підтримки архітектури PowerPC в OpenSolaris. У Solaris 10 Sun Microsystems реалізувала Linux ABI, що дозволить запускати програми Linux під Solaris на системах x86 (англ. Solaris Containers for Linux Applications).

## Графічний інтерфейс користувача
У перших версіях Solaris використовувався GUI OpenWindows.
Починаючи з версії Solaris 2.6 його змінив CDE, а у версії Solaris 10 Sun Java Desktop System, який базується на GNOME.

## Версії
| Версія Solaris | Версія SunOS | Дата випуску                            | Особливості |
| -------------- | ------------ | --------------------------------------- | ----------- |
| Solaris 11     |              | 9 листопада 2011                        |             |
| Solaris 10     | SunOS 5.10   | листопад 2006                           | OpenSolaris |
| Solaris 10     | SunOS 5.10   | 31 січня 2005                           |             |
| Solaris 8      | SunOS 5.8    | Лютий 2000                              |             |
| Solaris 2.6    | SunOS 5.6    | Липень 1997                             |             |
| Solaris 2.5.1  | SunOS 5.5.1  | Травень 1996                            |             |
| Solaris 2.5    | SunOS 5.5    | У листопаді 1995                        |             |
| Solaris 2.4    | SunOS 5.4    | У листопаді 1994                        |             |
| Solaris 2.3    | SunOS 5.3    | У листопаді 1993                        |             |
| Solaris 2.2    | SunOS 5.2    | Травень 1993                            |             |
| Solaris 2.1    | SunOS 5.1    | Грудень 1992 (SPARC) Травень 1993 (x86) |             |
| Solaris 2.0    | SunOS 5.0    | Червень 1992                            |             |

### Solaris 11
Реліз Solaris 11 став першим великим випуском після того, як Oracle взяв контроль над проєктом. Реліз побачив світ у листопаді 2011 після 7 років розробки. За заявами розробників, у порівнянні з Solaris 10 в Solaris 11 реалізовано понад 400 нововведень, обсяг коду Solaris 11 оцінюється у понад 20 млн людино-годин, витрачених на розробку, і ще 60 млн годин на тестування. Компанія Oracle представила нову версію як «першу хмарну операційну систему», тобто ОС спеціально створену з оглядкою на хмарні обчислення і готову для забезпечення роботи публічних, приватних і гібридних хмарних оточень на підприємствах. Значні поліпшення спостерігаються у всіх ключових компонентах Solaris 11, починаючи з мережевого стека і файлових систем і закінчуючи інфраструктурою управління пакунками і розширеною підтримкою багатопотоковості.
Solaris 11 доступний тільки для 64-розрядних x86-систем і серверів на базі процесорів SPARC серії M і T. Підтримка неактуального обладнання, 32-бітного ядра і старих моделей процесорів SPARC, включаючи UltraSparc IV+, припинена. Розмір інсталяційного образу становить 430 Мб для архітектури x86 і 526 Мб для SPARC. На відміну від Sun компанія Oracle перейшла від розвитку Solaris як відкритого проєкту до практики закритої розробки, з відкриттям коду тільки після виведення готового продукту на ринок.
В поставку включений комплект програмного забезпечення, серед якого можна відзначити (часто старі) версії програм:
- Графічне оточення засноване на GNOME 2.30.2. У поставку також входить браузер Firefox 6, поштовий клієнт Thunderbird 6;
- Як командна оболонка для нових користувачів за замовчуванням використовується bash, як системна командна оболонка задіяна ksh93;
- Нова звукова підсистема, сумісна з OSS (Open Sound System);
- Додана підтримка віртуальних терміналів. Між X-сесією і віртуальними терміналами можна перемикатися через Alt-Ctrl-F#;
- Як система друку замість LP тепер використовується CUPS;
- У реліз включені GCC 4.5.2, Perl 5.12, Ruby 1.8.7, PHP 5.2.17, Python 2.7, JDK 1.6.0_26 і 1.7.0-b148, значно оновлені драйвери, включені OpenMPI, libFuse, Vim, ISC DHCP, HAL, LatencyTOP, нові інструменти адміністрування і конфігурування. Всього в репозиторіях представлено понад 840 відкритих програм;
- З поставки видалено заснований на Xen гіпервізор xVM та реалізація контейнерів для Linux-застосунків (рекомендується використовувати Oracle VM або VirtualBox);
- До складу більше не входить СУБД PostgreSQL, рекомендується використовувати MySQL 5.1.x;
- Як FTP-сервер задіяний proftpd (раніше використовуватися wu-ftpd).

### OpenSolaris
Також є безкоштовна версія ОС Solaris ліцензована як CDDL — OpenSolaris. Остання версія — OpenSolaris 2009.06.
Oracle заявив про відсутність інтересу до розвитку OpenSolaris.

## Виноски
1. ↑  Oracle анонсує доступність Oracle Solaris 11.3. 26 жовтня 2015; 9 років тому. Архів оригіналу за 19 листопада 2015. Процитовано 18 листопада 2015.
2. ↑  OpenWindows User's Guide. Архів оригіналу за 27 січня 2008. Процитовано 4 січня 2008.
3. ↑  Компания Oracle выпустила Solaris 11. Архів оригіналу за 12 листопада 2011. Процитовано 10 листопада 2011.